# East Side Gallery

 
L'East Side Gallery est un morceau du mur de Berlin de 1,3 km de long situé près du centre de Berlin, qui sert de support pour une exposition d'œuvres de street art.

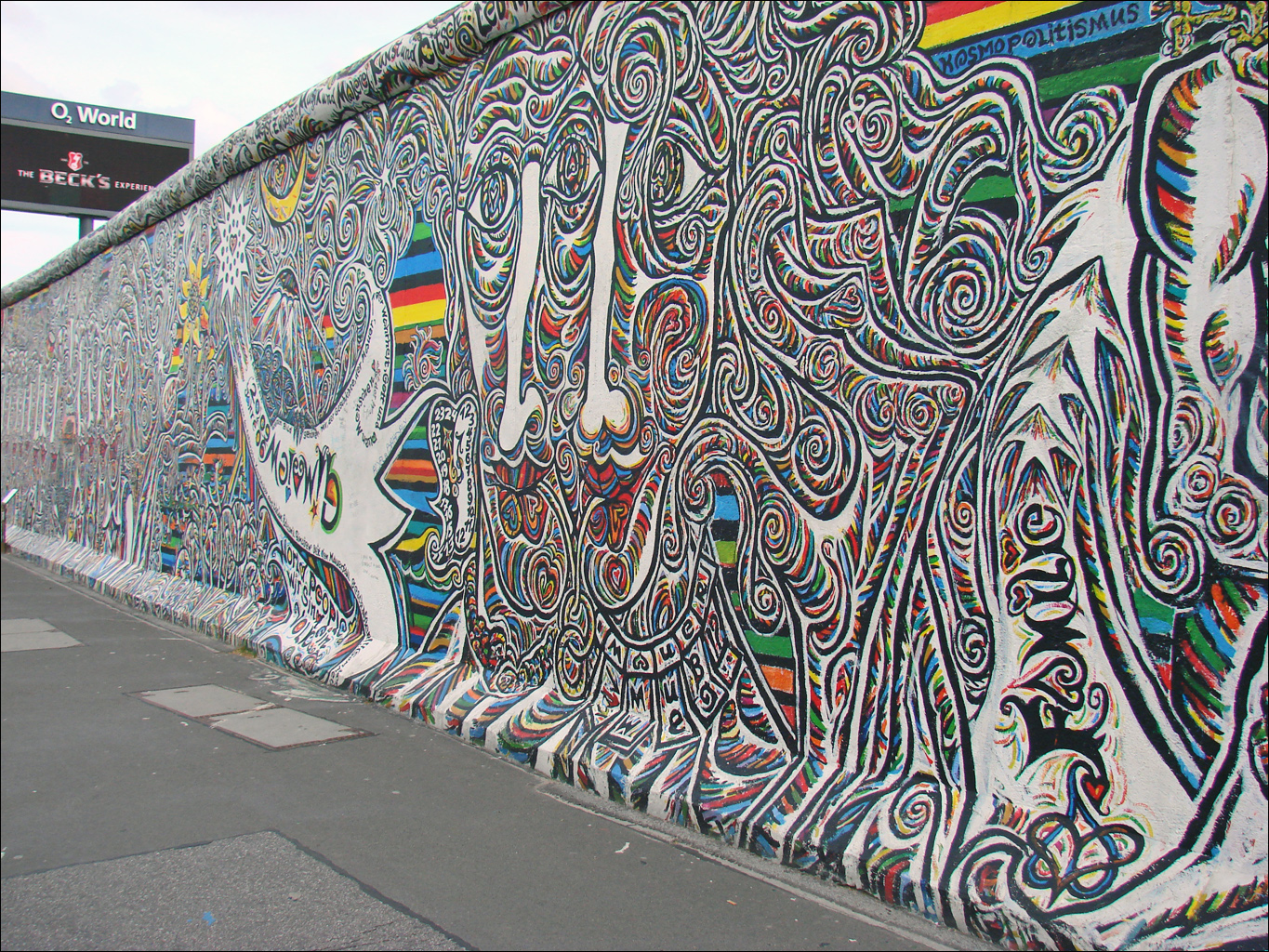
Peinture de l'East Side Gallery - auteur inconnu.

## Localisation
La portion de mur se situe sur la Mühlenstraße, dans le quartier Berlin-Friedrichshain, entre le pont Oberbaumbrücke et la gare de l'Est.

## Description

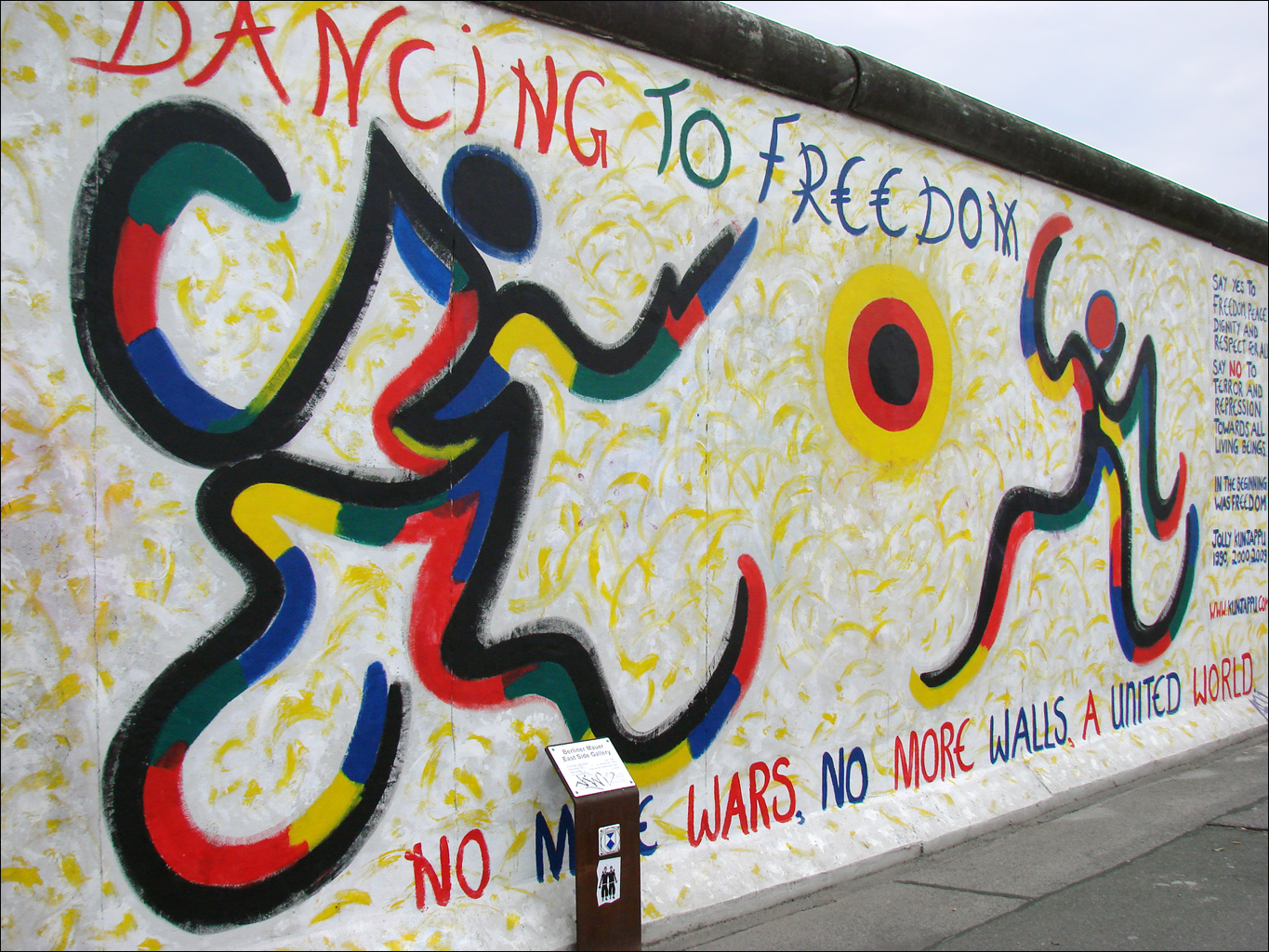
Dancing to freedom - Jolly Kunjappu.

Il s'agit de la plus longue section du mur encore debout (1,3 km environ ). Elle est constituée d'oeuvres réalisées par 118 artistes de 21 pays, du côté Est du mur de Berlin. Elle est peut-être la plus grande galerie permanente en plein air dans le monde. Le premier tableau a été effectué par Christine Mac Lean en décembre 1989, immédiatement après la chute du mur. D'autres ont suivi, accomplis par Jürgen Grosse alias Indiano, Kasra Alavi, Kani Alavi, Jim Avignon, Thierry Noir, Kim Prisu, Hervé Morlay, Ingeborg Blumenthal, Ignasi Blanch Gisbert, Birgit Kinder, etc.
Un grand nombre d’œuvres fait référence, directement ou indirectement, au mur de Berlin et à sa chute ; beaucoup également sont porteuses de messages pacifistes entre les peuples. Parmi elles, on peut voir la reproduction du Baiser de l'amitié entre Erich Honecker et Léonid Brejnev, réalisé par Dimitri Vrubel ; aussi une œuvre de Kim Prisu, "Métamorphose des existences lié par un mobile indéfini" qui n´est pas la copie de son œuvre de 1990 O povo unido nunca mais será vencido[pas clair] [Le peuple uni ne sera jamais vaincu], car son concept ne lui permet pas de faire la même œuvre mais de la faire évoluer dans l'émotion du moment.
En juillet 2006, pour faciliter l'accès à la Spree (la rivière qui traverse la capitale allemande), en face du O2 World, en cours de construction dans le cadre du projet immobilier Mediaspree, 89 mètres de la section ont été déplacés un peu à l'ouest, parallèlement à la position initiale.

## Restauration

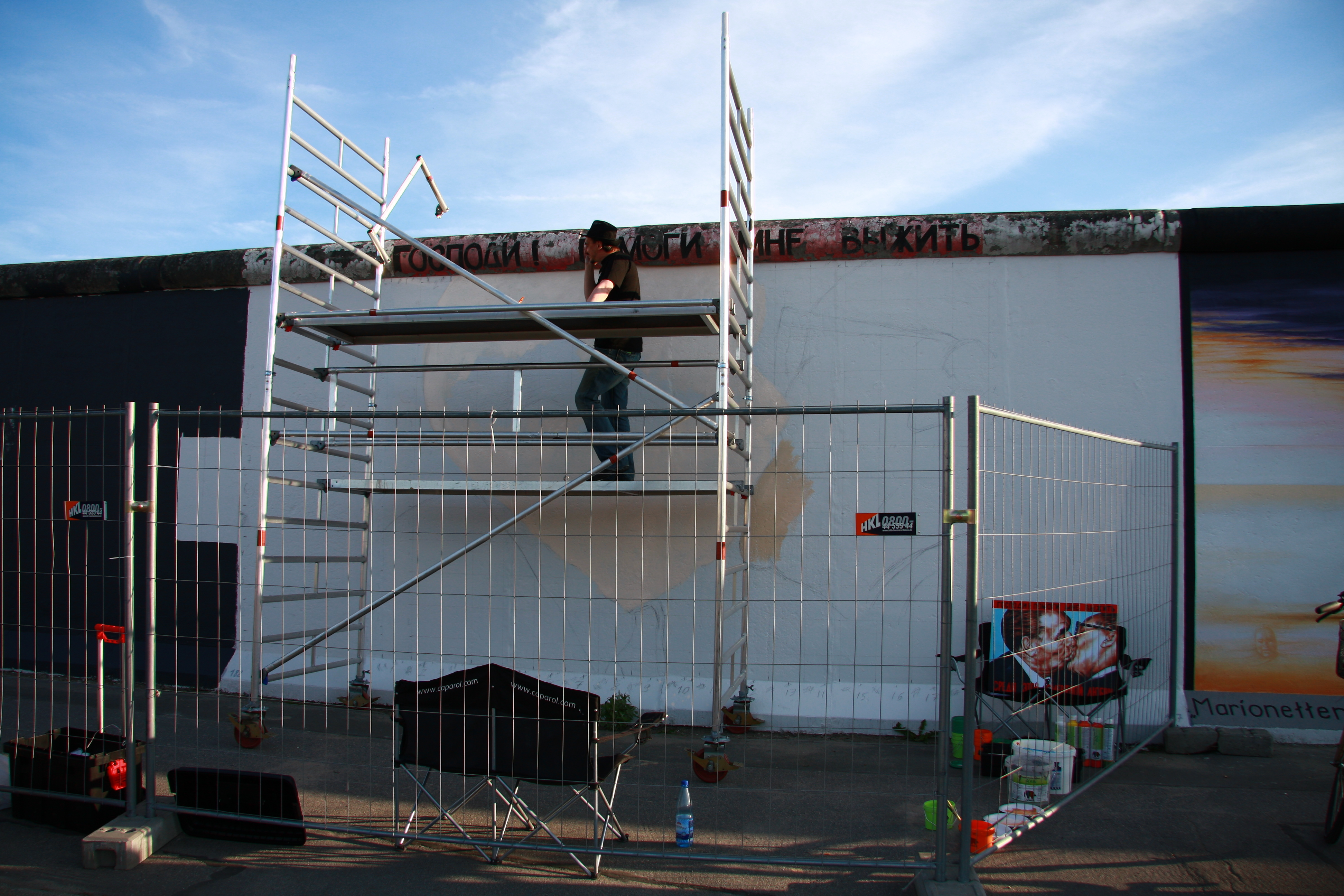
Restauration de la peinture Baiser de l'Amitié

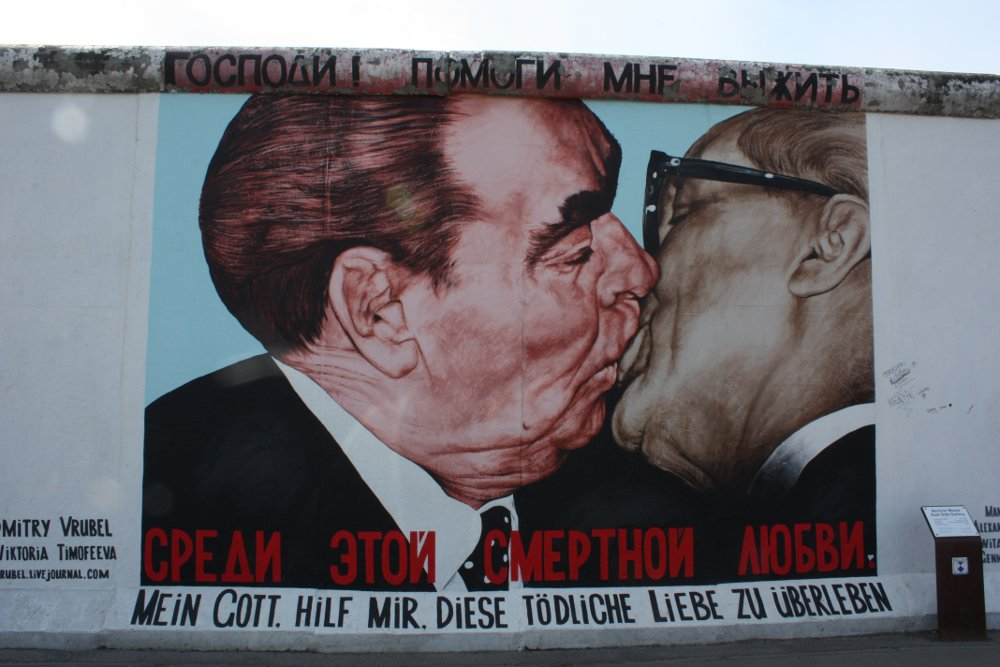
Le Baiser de l'Amitié de Dmitri Vrubel restauré

À la suite de nombreux endommagements dus à l'érosion ou au vandalisme, aux touristes qui écrivent leur nom ou des messages sur le mur, ou de ceux qui enlèvent des morceaux de béton pour les revendre, à l'occasion du 20e anniversaire de la chute du mur, les artistes ont été invités à restaurer leurs œuvres en 2009.

## Galerie

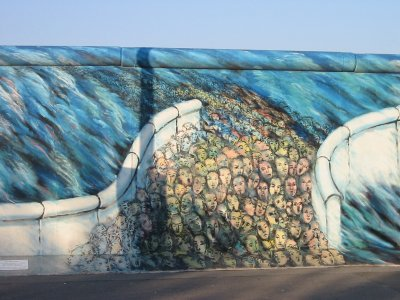
Une peinture dans l'East Side Gallery : Es geschah im November de Kani Alavi
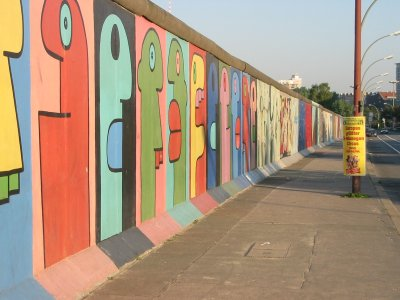
East Side Gallery.
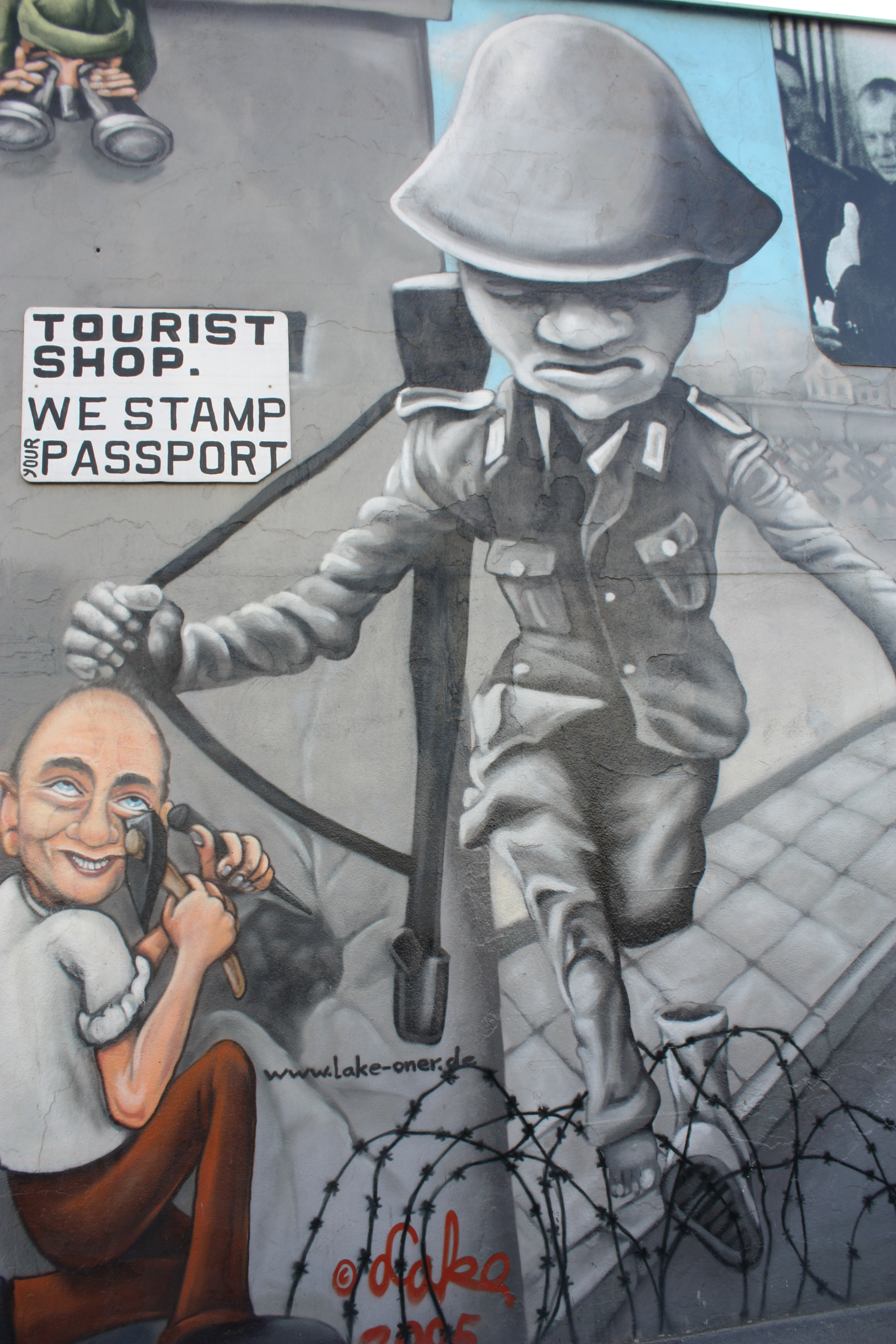
Conrad Schumann
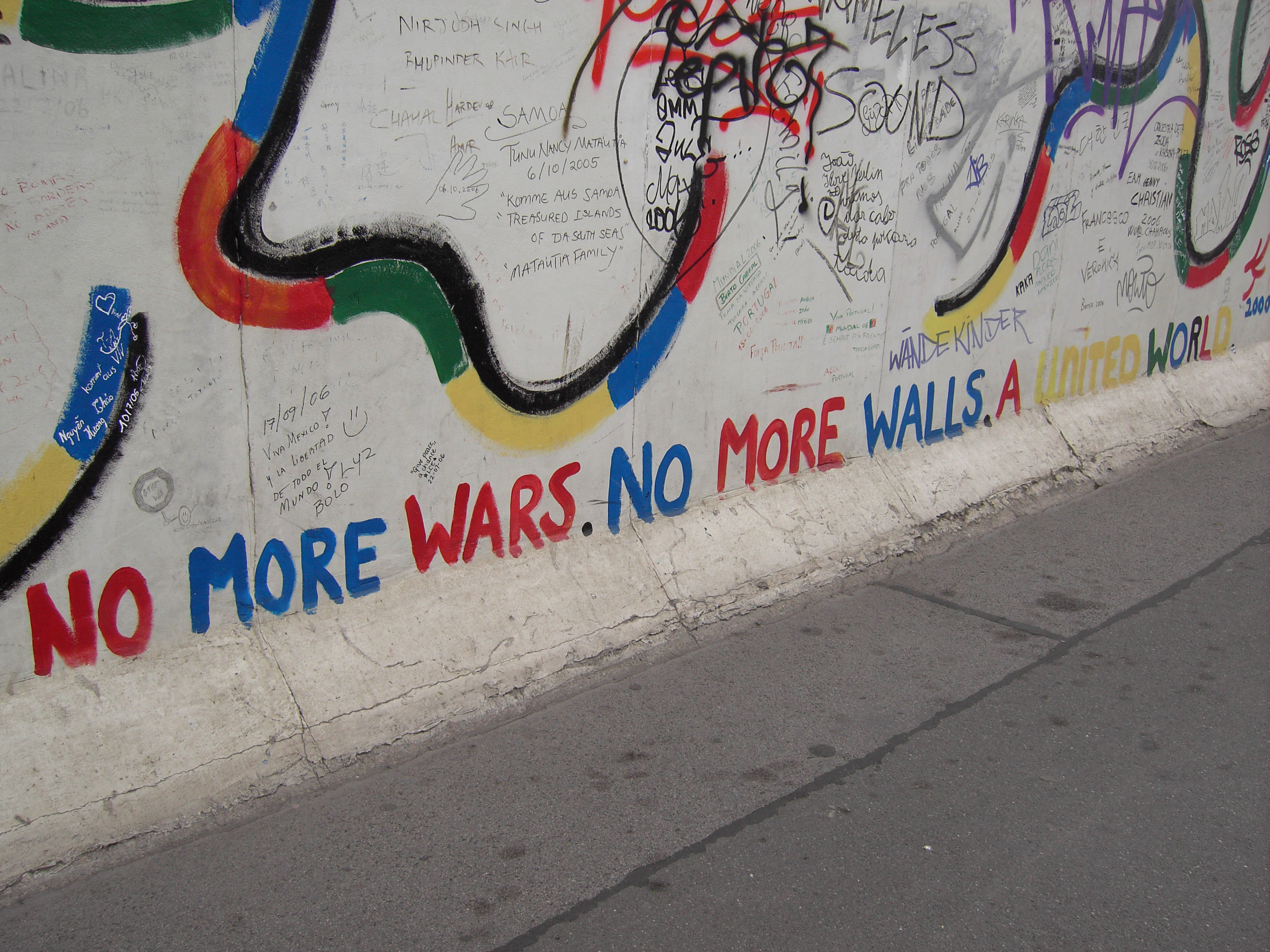
Un slogan populaire : « Plus de guerres. Fini les murs. Un monde uni. »
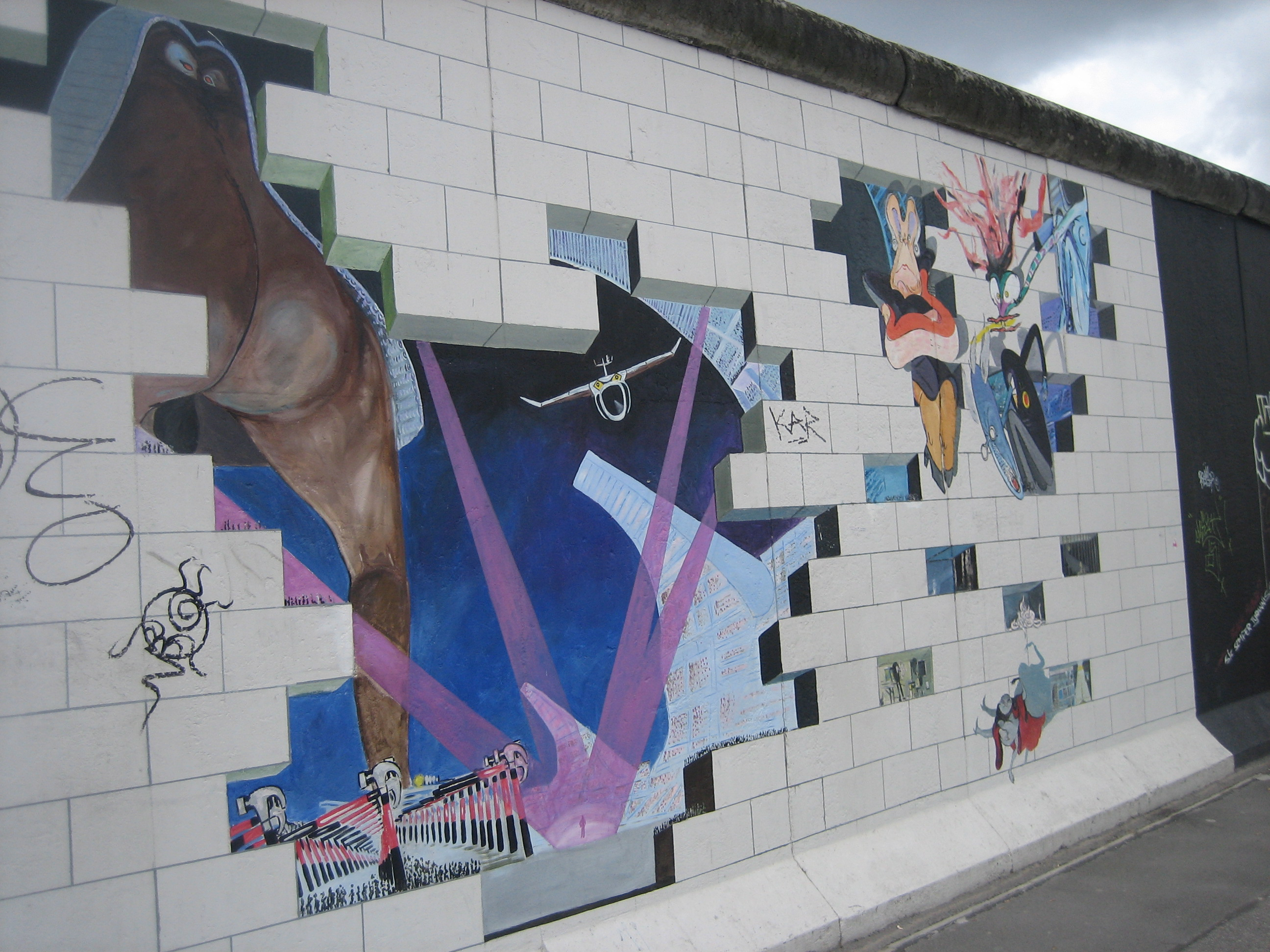
Another brick in the wall
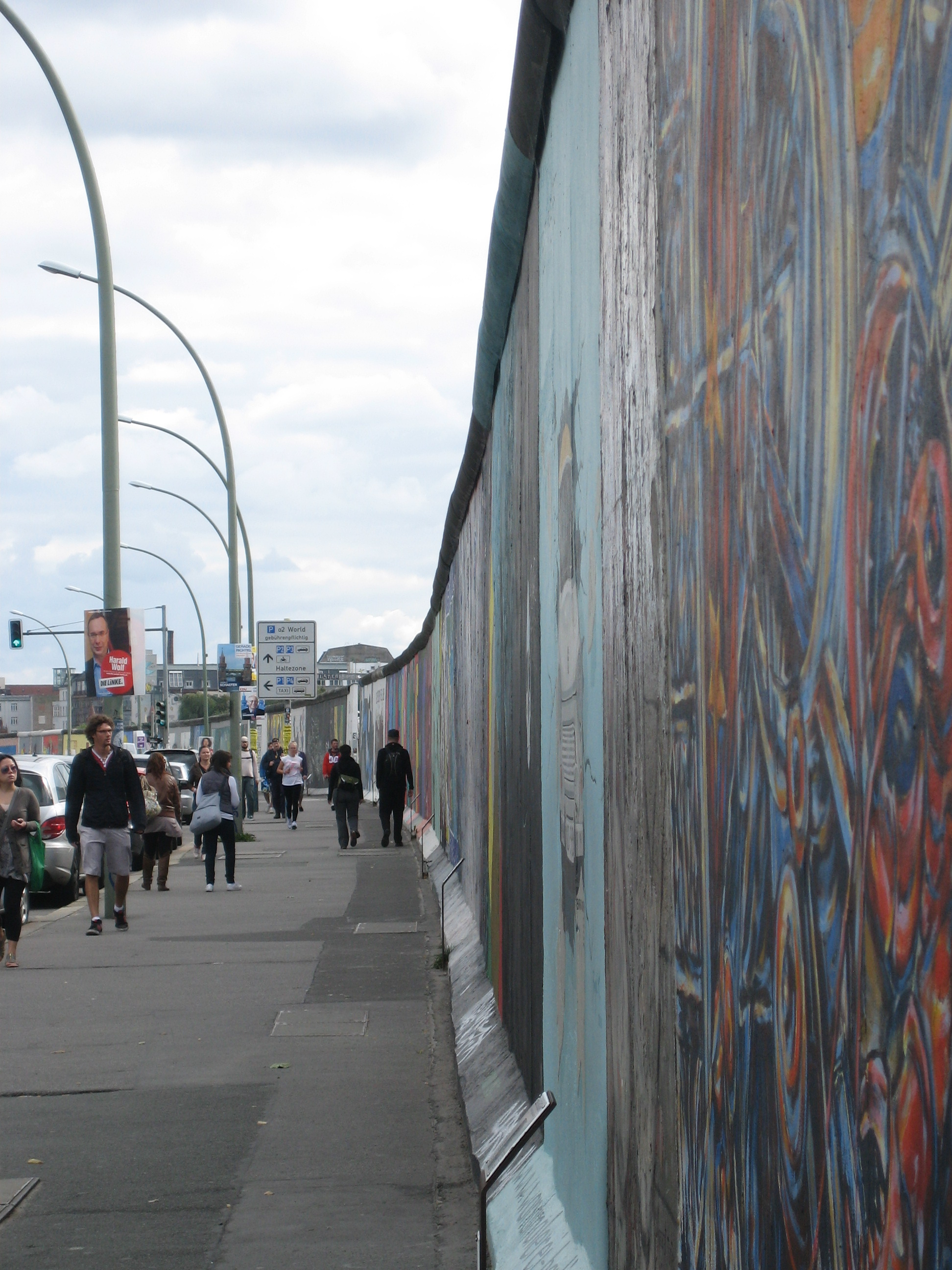
Le mur de la East Side Gallery
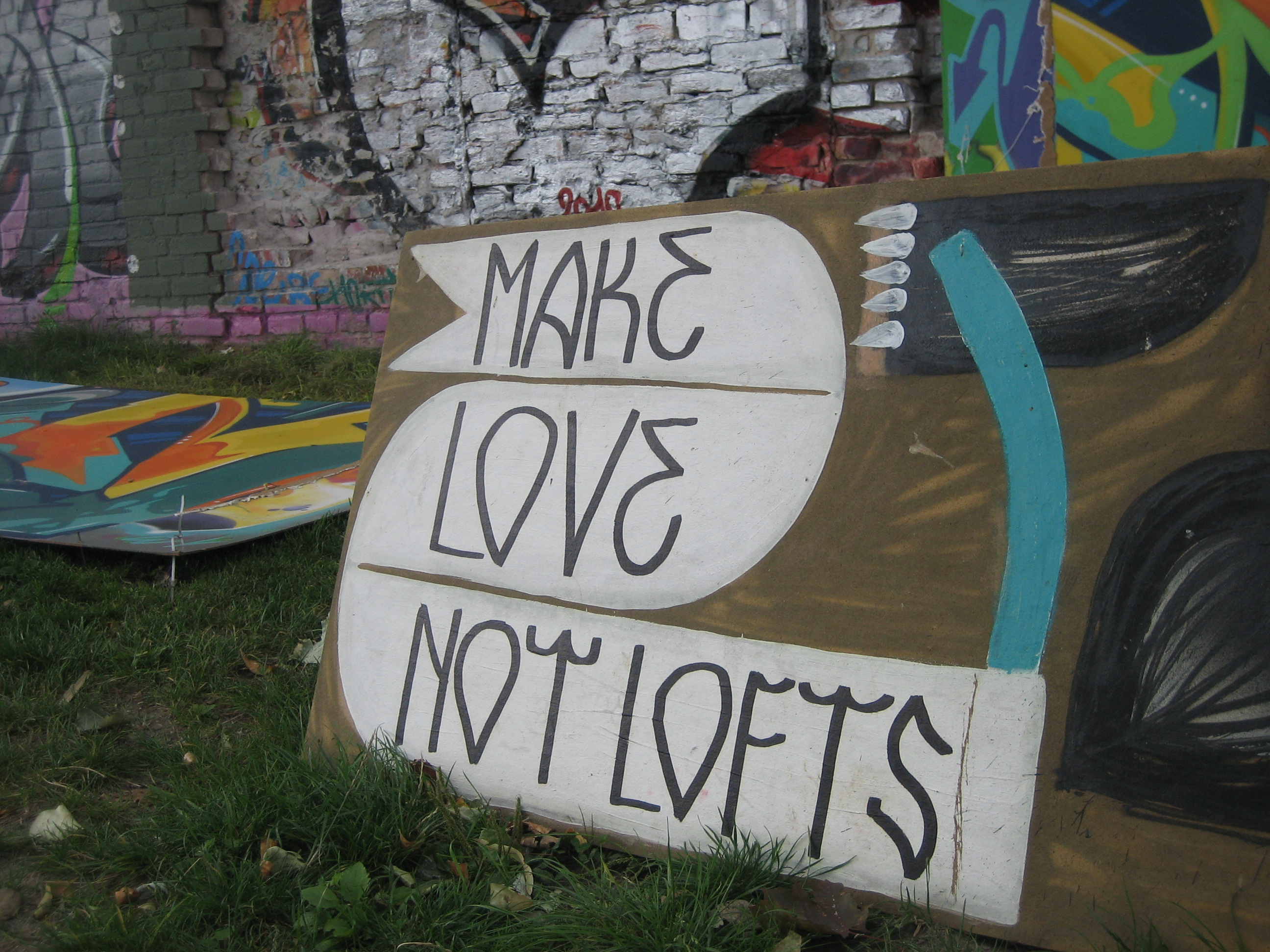
Make love not lofts